# 西山和良 (実業家)
西山 和良（にしやま・かずお、1975年<昭和50年>4月9日 -　）は、日本の実業家。SREホールディングス株式会社代表取締役 社長 兼 CEO。ソニー不動産株式会社（現：SREホールディングス株式会社）の創業者。東京都出身。

## 経歴
一橋大学商学部を卒業後、2003年にソニー株式会社（現・ソニーグループ）に入社。ケミカル&エナジー事業本部・事業戦略室長、HQ コーポレート企画推進部門担当部長を歴任。その後、2014年にソニー不動産株式会社（現・SREホールディングス株式会社）を設立し、株式会社代表取締役 社長 兼 CEOに就任。ソニーグループ発の社内ベンチャーとして史上最速での東証一部上場達成。また2021年にはベンチャー企業初となる東京証券取引所の「DX銘柄グランプリ」獲得へ導く。

### 略歴
- 2003年7月 ソニー株式会社入社
- 2005年4月 マイクロシステムズネットワークカンパニー・レコーディングメディア＆デバイス事業本部・テープストレージ事業部統括課長
- 2007年4月 ケミカル＆エナジー事業本部・事業戦略室長
- 2012年4月 コーポレート企画推進部門・担当部長
- 2014年2月 SRE事業準備室長
- 2014年4月 ソニー不動産株式会社（現SREホールディングス）設立　代表取締役社長（現任）
- 2018年10月 SRE AI Partners株式会社代表取締役社長（現任）
- 2019年6月 SREホールディングスへ社名変更し同年12月に設立から5年で上場へ導く。ソニーグループの中で設立から最短期間での上場を実現
- 2019年12月 SREホールディングス株式会社、東証マザーズ上場
- 2020年12月 SREホールディングス株式会社、東証一部上場
- 2021年6月 SREホールディングス株式会社、経済産業省と東京証券取引所より「DX銘柄2021」に選定、およびベンチャー企業初となるDXグランプリも同時受賞
- 2022年4月 SREホールディング株式会社、東証プライムへ市場変更

## 現職
- SREホールディングス株式会社　代表取締役 社長 兼 CEO
- SRE AI Partners株式会社　代表取締役社長

## 出演メディア、取材

### 番組
- 1.IPO社長に聞く(日経CNBC)[1]
- 2.トップに聞く(日経CNBC)[2]
- 3.トップに聞く(日経CNBC)[3]

### 記事
- 1.ソニー不動産､社名から消えた｢不動産｣の行方 (東洋経済, 2020年02月13日)[4]
- 2.マンション価格｢人工知能の査定｣が高精度なワケ (東洋経済, 2021年07月15日)[5]
- 3.ソニーを飛び出して会社設立 SREホールディングス西山和良に効く不動産テックの展望（ITmediaビジネスオンライン,2021年10月14日）[6]

### 書籍
- 1.ソニーはなぜ不動産業を始めたのか？不動産流通革命に挑む改革者たち（日経BPビジョナリー経営研究所編,日経BP社,2014年12月24日）

### 出演
- 1.おうちダイレクト ヤフー株式会社との共同記者会見（2015年11月05日）
- 2.一橋大学財務リーダーシップ講演会 登壇（2022年04月08日）
- 3.一橋大学院金融戦略・経営財務プログラム講演会 登壇（2022年07月07日）
- 4.富士通講演会 登壇（2022年07月22日）
- 5.日経ビジネススクール主催 DX経営ラウンドテーブル講義 登壇（2022年10月28日）
- 6.丸三証券株式会社　機関紙 トップインタビュー（2022年12月24日）

## 関連文書
- 「ソニー不動産株式会社設立のお知らせ-新規事業創出の取り組みを加速-」（プレスリリース）[7]
- 「ソニー不動産株式会社 営業開始のお知らせ 不動産業界における顧客満足度No.1を目指す」（プレスリリース）[8]
- 「業界最高水準の精度を実現した「不動産価格推定エンジン」を開発～ ソニー不動産がReal Estate Tech（不動産テクノロジー）領域で消費者意思決定支援のための新サービスを展開 ～」（プレスリリース）[9]
- 「新しい不動産売買プラットフォーム『おうちダイレクト』開始のお知らせ」（プレスリリース）[10]
- 「AI技術を活用してマンション価格情報を独自切り口で紹介する 「マンションAIレポート」を公開」（プレスリリース）[11]
- 「ソニー不動産　新築IoTスマートホーム『AIFLAT』発表」（プレスリリース）[12]
- 「ソニー不動産のAI子会社「SRE AI Partners」営業開始」（プレスリリース）[13]
- 「「ソニー不動産」社名変更のお知らせ」（プレスリリース）[14]
- 「「AI不動産査定ツール」V3.0バージョンアップのお知らせ～ マンションデータ拡充・マンション検索精度向上により使い勝手を大幅に向上 ～」（プレスリリース）[15]
- 「新規上場承認に関するお知らせ」（プレスリリース）[16]
- 「「AI不動産査定ツール」V4.0バージョンアップのお知らせ～ 四大都市圏対応、マーケットデータ・地図表示対応 ～」（プレスリリース）[17]
- 「東京証券取引所マザーズへの新規上場のお知らせ」（プレスリリース）[18]
- 「「AIマーケティングオートメーションツール」の提供開始～AIがパーソナライズしたメールを自動で顧客に配信～」（プレスリリース）[19]
- 「金融商品取引業（第二種）登録の件」（プレスリリース）[20]
- 「「土地・戸建対応AI不動産価格推定エンジン」開発のお知らせ～全住宅用不動産（マンション・土地・戸建）への対応が可能に～」（プレスリリース）[21]
- 「AI/IT事業の強化に向けた組織変更の件」（プレスリリース）[22]
- 「「不動産売買契約書類作成クラウド」サービス開始～　在宅勤務／テレワーク対策としても活用可能　～」（プレスリリース）[23]
- 「～コーポレート機能の強化に向けた組織変更の件～」（プレスリリース）[24]
- 「不動産売買プラットフォーム「おうちダイレクト」「プロフェッショナル売却」に不動産価格推定AIサービスを連携」（プレスリリース）[25]
- 「東京証券取引所市場第一部への上場市場変更承認に関するお知らせ」（プレスリリース）[26]
- 「AIクラウド＆コンサルティング事業の強化に向けた DX推進室の設置および室長の招聘について」（プレスリリース）[27]
- 「不動産価格推定エンジンを活用したAIダイレクトメール・不動産価格推定APIの提供」（プレスリリース）[28]
- 「「AI不動産査定ツール」提供エリアを全国拡大～全国47都道府県で土地・戸建・マンションの不動産価格をAIが自動査定～」（プレスリリース）[29]
- 「首都圏の駅別中古マンション価格騰落率を調査～コロナ禍において世田谷区内の多くの駅で価格上昇～」（プレスリリース）[30]
- 「「デジタルトランスフォーメーション銘柄（DX銘柄）2021」および「DXグランプリ2021」に選定」（プレスリリース）[31]
- 「「AI不動産査定ツール」など不動産/金融向けクラウドサービスが経済産業省「IT導入補助金2021」対象サービスに認定」（プレスリリース）[32]
- 「AIクラウド＆コンサルティング事業の強化に向けた組織再編およびCDOの招聘について」（プレスリリース）[33]
- 「SREホールディングスとiYellが業務提携～不動産×金融×テクノロジーによる住宅ローンのDXを目指す～」（プレスリリース）[34]
- 「グリーントランスフォーメーション（GX）を支援するカーボンニュートラルプラットフォームを2022年度第1四半期から提供開始」（プレスリリース）[35]
- 「SREホールディングスとギグセールスが資本業務提携～セールス×テクノロジーによる営業活動のDXを目指す～」（プレスリリース）[36]
- 「当社クラウドサービスのブランドを「SRE CLOUD」にリニューアル」（プレスリリース）[37]
- 「住宅ローンテックサービス「SRE CLOUD × いえーる ダンドリ」の提供開始～住宅ローン業務を一括支援し、不動産業界のDX領域を拡大～」（プレスリリース）[38]
- 「「SREアセットマネジメント株式会社」の営業開始」（プレスリリース）[39]
- 「本社移転に関するお知らせ」（プレスリリース）[40]
- 「「グリーンローン」による資金調達実施のお知らせ」（プレスリリース）[41]